# Родерик Макинон
Родерик Макинон (енгл. Roderick MacKinnon; Берлингтон, 19. фебруар 1956) је професор молекуларне неуробиологије и биофизике на Универзитету Рокфелер у Њујорку. Добитник је Нобелове награде за хемију 2003. (заједно са Питером Агреом) за рад на објашњењу структуре и функције јонских канала.
Године 1996. почео је да ради на Универзитету Рокфелер као професор и шеф лабораторије за молекуларну неуробиологију и биофизику. Проучавао је структуру калијумских канала. Ови канали су од великог значаја за рад нервног система и срца јер преко њих калијум прелази ћелијску мембрану. Пре Макинонових истраживања није била позната молекуларна структура канала калијума. Мекинон је са сарадницима, користећи рентгенску кристалографију, успео да открије тродимензионалну структуру молекула канала калијума бактерије. Објаснио је и зашто ови канали пропуштају веће јоне калијума, а заустављају мање јоне натријума
.